# Neptosternus kolakaensis
Neptosternus kolakaensis är en skalbaggsart som beskrevs av Michael Balke och Lars Hendrich 1998. Neptosternus kolakaensis ingår i släktet Neptosternus och familjen dykare. Inga underarter finns listade i Catalogue of Life.